# Liste der Bodendenkmale in Breklum
In der Liste der Bodendenkmale in Breklum sind die Bodendenkmale der Gemeinde Breklum nach dem Stand der Bodendenkmalliste des Archäologischen Landesamts Schleswig-Holstein von 2016 aufgelistet. Die Baudenkmale sind in der Liste der Kulturdenkmale in Breklum aufgeführt.
| Denkmal-ID           | Befundart           | Bezeichnung          | Zeitstellung                 | Lage                                     | Bemerkungen    | Bild |
| -------------------- | ------------------- | -------------------- | ---------------------------- | ---------------------------------------- | -------------- | ---- |
| aKD-ALSH-Nr. 001 181 | Befestigung > Deich | Deich/Koog/Sietwende | Frühe Neuzeit                | Auf dem Gebiet von Bredstedt und Breklum | 1520 errichtet |      |
| aKD-ALSH-Nr. 001 182 | Grabmal > Grabhügel | Grabhügel            | Vor- und/oder Frühgeschichte |                                          |                |      |
| aKD-ALSH-Nr. 001 183 | Grabmal > Grabhügel | Grabhügel „Geil“     | Vor- und/oder Frühgeschichte |                                          |                |      |